# CJTF–OIR
Lực lượng đặc nhiệm chung kết hợp - Hoạt động kế thừa giải quyết (CJTF – OIR) là Lực lượng đặc nhiệm chung được thiết lập bởi lãnh đạo liên minh quốc tế chống lại Nhà nước Hồi giáo Iraq và Levant (ISIL), được Sở Chỉ huy Trung ương Hoa Kỳ thành lập để phối hợp các nỗ lực quân sự chống lại ISIL (Da'esh), và bao gồm Mỹ và nhân sự từ hơn 30 quốc gia đồng minh thân cận 
Mục đích đã nêu của CJTF – OIR là "làm suy giảm và tiêu diệt" ISIL. Việc thành lập bởi Chỉ huy Trung ương Hoa Kỳ đã được công bố vào tháng 12 năm 2014, sau khi được thành lập để thay thế các thỏa thuận quảng cáo đã được thiết lập trước đây để điều phối các hoạt động sau ISIL ở Iraq hồi tháng Sáu.
Hình thành trong Tháng 10 năm 2014, hội nghị hội nhập liên minh đầu tiên "được tổ chức vào tuần đầu tiên của tháng 12 năm 2014. Các hoạt động hiện tại được đặt tên Operation Inherent Resolve bởi Bộ quốc phòng Hoa Kỳ.
Các chỉ huy liên minh hiện tại đã bày tỏ ý định của mình để nhổ tận gốc ISIL từ các thành phố lớn của Syria vào cuối vòng xoay của mình như là chỉ huy. .

## Lịch sử
Tính đến tháng 8 năm 2016, trung úy Lục quân Hoa Kỳ Stephen J. Townsend ra lệnh cho CJTF-OIR trong một cuộc hẹn củng cố nhiệm vụ của ba chỉ huy. Townsend có hai đại biểu, một sĩ quan Quân đội Hoàng gia Anh, Thiếu tướng Rupert Jones, hiện đang phục vụ với tư cách Phó Tư lệnh Chiến lược và Duy trì CJTF-OIR, và một sĩ quan Không quân Hoa Kỳ, Thiếu tướng Scott A. Kindsvater, hiện đang phục vụ như CJTF -OIR Phó Tư lệnh-Vận hành và Tình báo. Trụ sở của CJTF-OIR là tại Trại Arifjan ở Kuwait và có khoảng 500 nhân viên từ 15 quốc gia tham gia vào các hoạt động điều phối tại Iraq.
Là một phần của CJTF-OIR, các quốc gia đã tiến hành các cuộc không kích ở Iraq bao gồm Hoa Kỳ, Úc, Canada, Bỉ, Đan Mạch, Pháp, Jordan, Hà Lan và Vương quốc Anh. Những người đã tiến hành các cuộc không kích ở Syria bao gồm Hoa Kỳ, Úc, Bahrain, Canada, Bỉ, Pháp, Hà Lan, Jordan, Ả Rập Xê Út, Thổ Nhĩ Kỳ, Các Tiểu vương quốc Ả Rập Thống nhất và Vương quốc Anh.
Một chục quốc gia cũng tham gia vào nỗ lực xây dựng năng lực "nhiệm vụ Iraq" ở Iraq. Những người đã tuyên bố tham gia chương trình đào tạo lực lượng an ninh Iraq bao gồm Úc, Canada, Bỉ, Đan Mạch, Pháp, Đức, Ý, Hà Lan, New Zealand, Na Uy, Slovenia, Tây Ban Nha, Vương quốc Anh và Hoa Kỳ. Theo kết quả của chương trình BPC, gần 6.500 lực lượng Iraq đã hoàn thành khóa đào tạo, với khoảng 4.500 hiện đang được đào tạo.
Tính đến tháng 8 năm 2015, máy bay liên minh do Hoa Kỳ dẫn đầu đã bay tổng cộng 45.259 phi vụ trong 12 tháng hoạt động trước đó, với Không quân Hoa Kỳ chiếm đa số, chiếm 67% và giảm hơn 5.600 quả bom trong chiến dịch cho đến nay. Tờ Guardian cho biết một nhóm các nhà báo độc lập đã công bố chi tiết 52 cuộc không kích đã giết chết hơn 450 thường dân. Liên minh này chỉ thừa nhận 2 cái chết không chiến đấu.
Vào tháng 10 năm 2015, Tunisia tuyên bố sẽ tham gia CJTF – OIR.